# PlayStation Studios
PlayStation Studios, precedentemente SCE Worldwide Studios (2005-2016) e SIE Worldwide Studios (2016-2020), è una divisione di Sony Interactive Entertainment (SIE) che supervisiona lo sviluppo di videogiochi presso gli studi di proprietà di SIE. La divisione è stata fondata come SCE Worldwide Studios e rinominata PlayStation Studios nel 2020.

## Storia
Il 14 settembre 2005, Sony Computer Entertainment (SCE), il braccio aziendale di Sony per il settore dei videogiochi, ha annunciato la formazione di "SCE Worldwide Studios", che ha unito tutti gli studi di proprietà di SCE all'epoca. Phil Harrison è stato nominato presidente della divisione. Shūhei Yoshida gli successe nel maggio 2008. Nel 2011 la divisione contava un totale di oltre 2 700 dipendenti. Dopo la riorganizzazione del 2016 di SCE in "Sony Interactive Entertainment" (SIE), Yoshida ha riferito a Shawn Layden. Quando Yoshida si è trasferito per guidare lo sviluppo dei giochi indie di SIE, Hermen Hulst, in precedenza capo dello studio Guerrilla Games di SIE, è diventato il presidente di SIE Worldwide Studios nel novembre 2019.
SIE ha annunciato la formazione di "PlayStation Studios" nel maggio 2020 come marchio da introdurre formalmente insieme a PlayStation 5, rilasciata nello stesso anno. PlayStation Studios doveva fungere da marchio per i suoi studi di sviluppo di giochi proprietari, oltre a essere utilizzato sui giochi sviluppati da altri sviluppatori in situazioni di lavoro su commissione per conto di Sony.
Nel 2022, Sony ha dichiarato che metà dei suoi giochi first party per PlayStation Studios arriveranno su personal computer (PC) e dispositivi mobili entro il 2025. Nell'agosto dello stesso anno, SIE ha annunciato la formazione della sezione mobile di PlayStation Studios, insieme all'acquisizione del primo team di sviluppo mobile dell'azienda, Savage Game Studios.

### XDev
XDev, fondata nel 2000 e con sede a Liverpool, collabora con studi di sviluppo indipendenti per pubblicare contenuti per piattaforme PlayStation. XDev ha contribuito a creare e pubblicare titoli come le serie LittleBigPlanet, Buzz!, MotorStorm, e i videogiochi Super Stardust HD, Heavenly Sword, Heavy Rain, Beyond: Due anime, Tearaway e Resogun. I partner includono Quantic Dream, Magenta Software, Climax Studios, Novarama, Supermassive Games e Sumo Digital. Oltre ai finanziamento di progetti, XDev offre supporto per la produzione, la gestione dei progetti e la progettazione di giochi. I giochi sono supportati con gestione della comunità, produzione online e strutture di gestione in outsourcing. XDev lavora con team di marketing e pubbliche relazioni per promuovere e pubblicare giochi in tutto il mondo.

## Studi di sviluppo
| Nome                     | Sede                     | Fondazione | Acquisizione |
| ------------------------ | ------------------------ | ---------- | ------------ |
| Bend Studio              | Bend, Oregon             | 1993       | 2000         |
| Bluepoint Games          | Austin, Texas            | 2006       | 2021         |
| Dark outlaw games        | Los Angeles, California  | 2025       | -            |
| Firesprite               | Liverpool                | 2012       | 2021         |
| Guerrilla Games          | Amsterdam                | 2000       | 2005         |
| Haven Studios            | Montreal                 | 2021       | 2022         |
| Housemarque              | Helsinki                 | 1995       | 2021         |
| Insomniac Games          | Burbank, California      | 1994       | 2019         |
| Malaysia Studio          | Kuala Lumpur             | 2020       | -            |
| Media Molecule           | Guildford                | 2006       | 2010         |
| Naughty Dog              | Santa Monica, California | 1984       | 2001         |
| Nixxes Software          | Utrecht                  | 1999       | 2021         |
| Polyphony Digital        | Tokyo                    | 1998       | -            |
| San Diego Studio         | San Diego, California    | 2001       | -            |
| San Mateo Studio         | San Mateo, California    | 1998       | -            |
| Santa Monica Studio      | Los Angeles, California  | 1999       | -            |
| Sucker Punch Productions | Bellevue, Washington     | 1997       | 2011         |
| Team Asobi               | Tokyo                    | 2021       | -            |
| Valkyrie Entertainment   | Seattle, Washington      | 2002       | 2021         |
| XDev                     | Liverpool                | 2000       | -            |

1. ↑  Team Asobi è stato fondato nel 2012 come team interno di Japan Studio, ed è stato scorporato come studio indipendente nel 2021.

### Studi di sviluppo chiusi
| Nome                    | Sede                  | Fondazione | Acquisizione | Disinvestimento | Destino                                                    |
| ----------------------- | --------------------- | ---------- | ------------ | --------------- | ---------------------------------------------------------- |
| Bigbig Studios          | Leamington Spa        | 2001       | 2007         | 2012            | Chiuso                                                     |
| Evolution Studios       | Runcorn               | 1999       | 2007         | 2016            | Chiuso                                                     |
| Firewalk Studio         | Bellevue, Washington  | 2018       | 2023         | 2024            | Chiuso                                                     |
| Guerrilla Cambridge     | Cambridge             | 1997       | -            | 2017            | Chiuso                                                     |
| Incognito Entertainment | Salt Lake City, Utah  | 1999       | 2002         | 2009            | Chiuso                                                     |
| Japan Studio            | Tokyo                 | 1993       | -            | 2021            | Riorganizzato all'interno di SIE, confluito nel Team Asobi |
| London Studio           | Londra                | 2002       | -            | 2024            | Chiuso                                                     |
| Manchester Studio       | Manchester            | 2015       | -            | 2020            | Chiuso                                                     |
| Liverpool Studio        | Liverpool             | 1984       | 1993         | 2012            | Chiuso                                                     |
| Pixelopus               | San Mateo, California | 2014       | -            | 2023            | Chiuso                                                     |
| Neon koi games          | Berlino, Germania     | 2020       | 2022         | 2024            | Chiuso                                                     |
| Zipper Interactive      | Bellevue, Washington  | 1995       | 2006         | 2012            | Chiuso                                                     |